# Amphidrina
Amphidrina is een geslacht van vlinders van de familie van de Uilen (Noctuidae).

## Soorten
- Amphidrina agrotina Staudinger, 1892
- Amphidrina amurensis Staudinger, 1892
- Amphidrina callicora Le Cerf, 1922
- Amphidrina glaucistis Hampson, 1902
- Amphidrina intaminata Walker, 1868
- Amphidrina melanosema Hampson, 1914
- Amphidrina pexicera Hampson, 1909
- Amphidrina pseudagrotis Hampson, 1918
- Amphidrina rubripuncta Turner, 1933
- Amphidrina sinistra Janse, 1938
- Amphidrina spaelotidia Butler, 1879
- Amphidrina tibetica Draudt, 1950